# محمد عمري
محمد عمري (بالفارسية: محمد عمری) هو لاعب كرة قدم إيراني، ولد في 21 مارس 2000.